# Gedser
Gedser è un centro abitato danese situato nella regione della Selandia e nel comune di Guldborgsund. Fino al 31 dicembre 2006 apparteneva alla contea (soppressa) di Storstrøm e faceva parte del comune di Sydfalster.

## Storia
La riforma municipale danese (valevole dal 1º gennaio 2007) ha portato Gedser (in quanto parte del comune di Sydfalster), in un'ampia municipalità chiamata Guldborgsund, sita nella nuova regione di Sjælland. Quest'ampia municipalità raggruppa, fra i vari comuni, anche la vicina città di Nykøbing Falster, suo capoluogo.

## Geografia fisica
Gedser si affaccia sul Mar Baltico e si trova a circa 16 km a sud di Væggerløse, 20 da Nykøbing Falster, 50 da Vordingborg, 120 da Copenaghen, e circa 40 (via mare) da Rostock (in Germania). Sorge in una striscia peninsulare che rappresenta la parte meridionale dell'isola di Falster.

I villaggi vicini sono Gedseby, Birkemose, Nygårds Huse, Skelby, Fiskebæk e Stavreby ed il faro (Gedser Odde) è il punto più meridionale della Danimarca.

Sul Mar Baltico, non molto distante da Gedser, si trova il primo impianto offshore di turbine eoliche, realizzato all'inizio degli anni novanta.

Il villaggio è inserito nel percorso EV7 ("Itinerario dell'Europa centrale") dell'EuroVelo, un gruppo di itinerari ciclistici europei. Tale percorso, che va da Capo Nord a Malta, toccando l'Italia da nord a sud, è il secondo per lunghezza (6.000 km) fra gli EV.

## Infrastrutture e trasporti
Il centro è sito sulla Strada Europea E55 Helsingborg-Calamata, e la stazione ferroviaria è ben collegata con la capitale danese tramite trasporti regionali. Fino ad alcuni anni fa esisteva un servizio ferroviario (con trasporto navale da/per Warnemünde, frazione di Rostock) che collegava Berlino (Lichtenberg) con Copenaghen, chiamato Ostsee Express.
A partire dal 1953 il treno internazionale "Italien Skandinavien Express" veniva traghettato da Großenbrode verso Gedser, da dove poi proseguiva verso Copenaghen, impiegando in questa parte finale del viaggio circa tre ore. Dopo che nel 1960 il nome fu cambiato da "Italien Skandinavien Express" a "Italia Express", nel 1963 l'instradamento del treni venne modificato con lo spostamento del traghettamento tra Germania e Danimarca alle stazioni di Puttgarden e Rødby.
Gedser è particolarmente nota per via del porto, che è un importante e trafficato scalo, collegato con Rostock tramite navi della compagnia Scandlines. Esso rappresenta un nodo navale e stradale di primaria importanza, in quanto rappresenta la via più breve a collegare Berlino (e non solo) con Copenaghen e, di conseguenza, con altri centri quali Stoccolma e Oslo.

## Galleria d'immagini

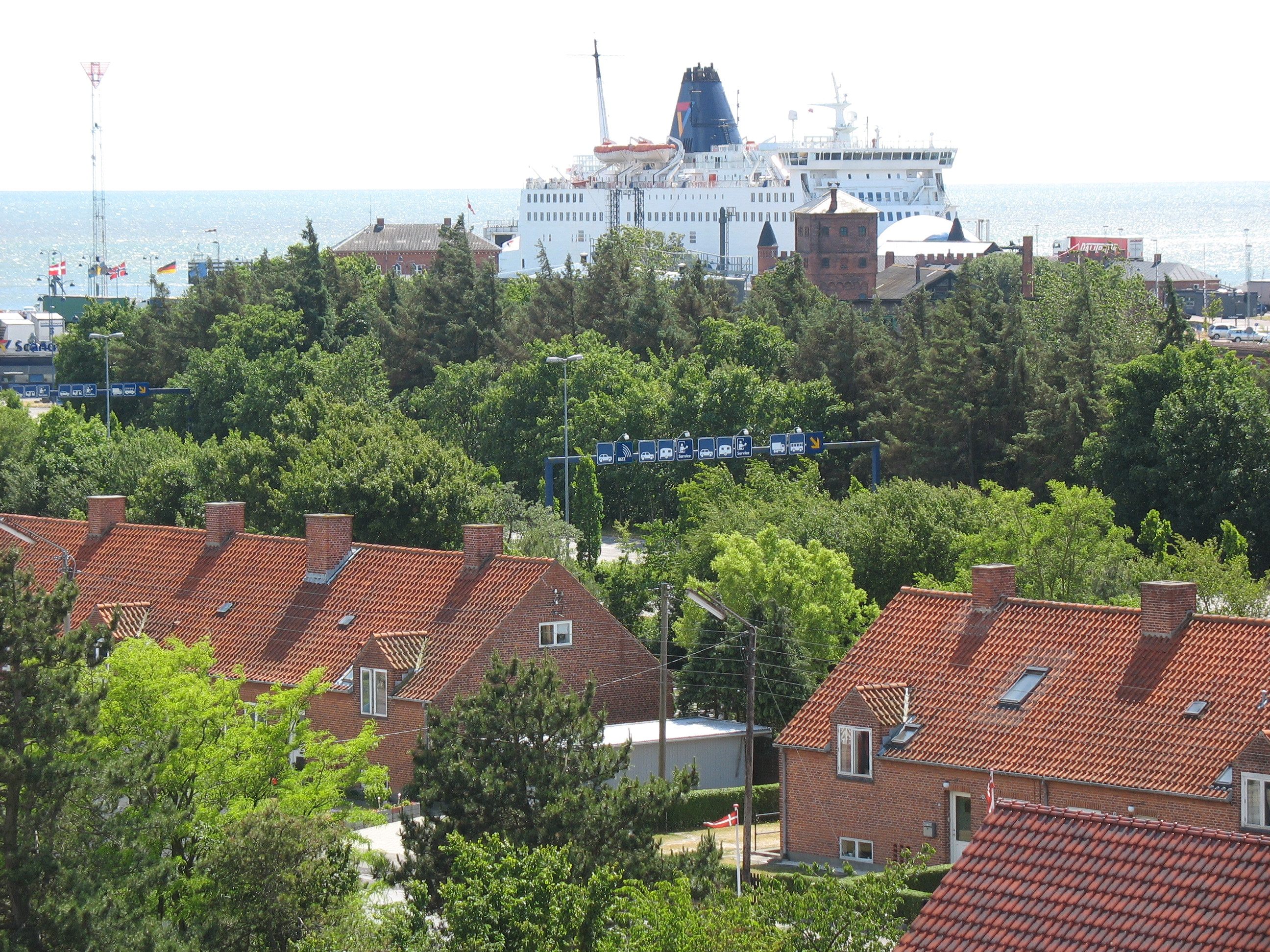
Panorama
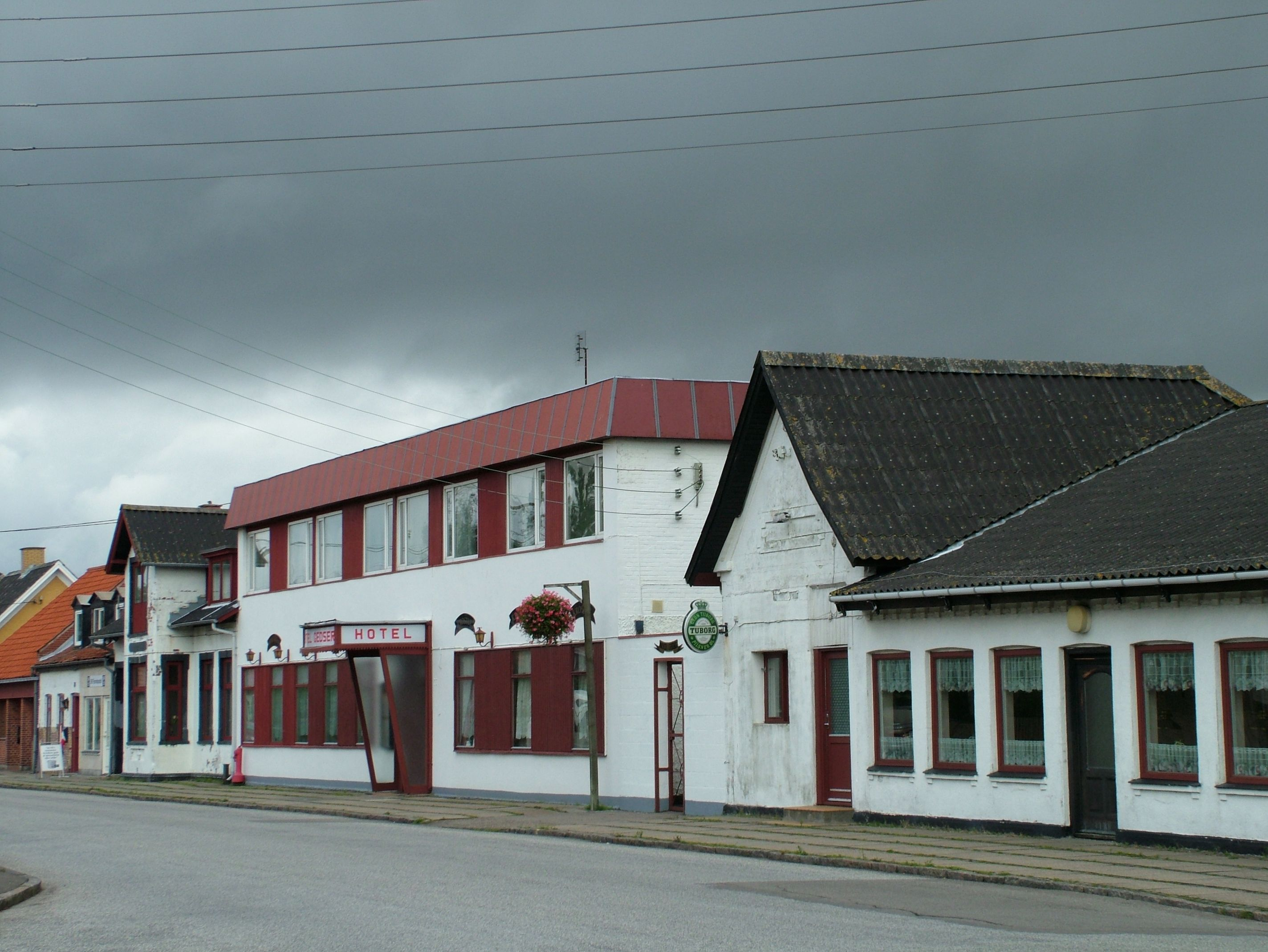
Strada principale
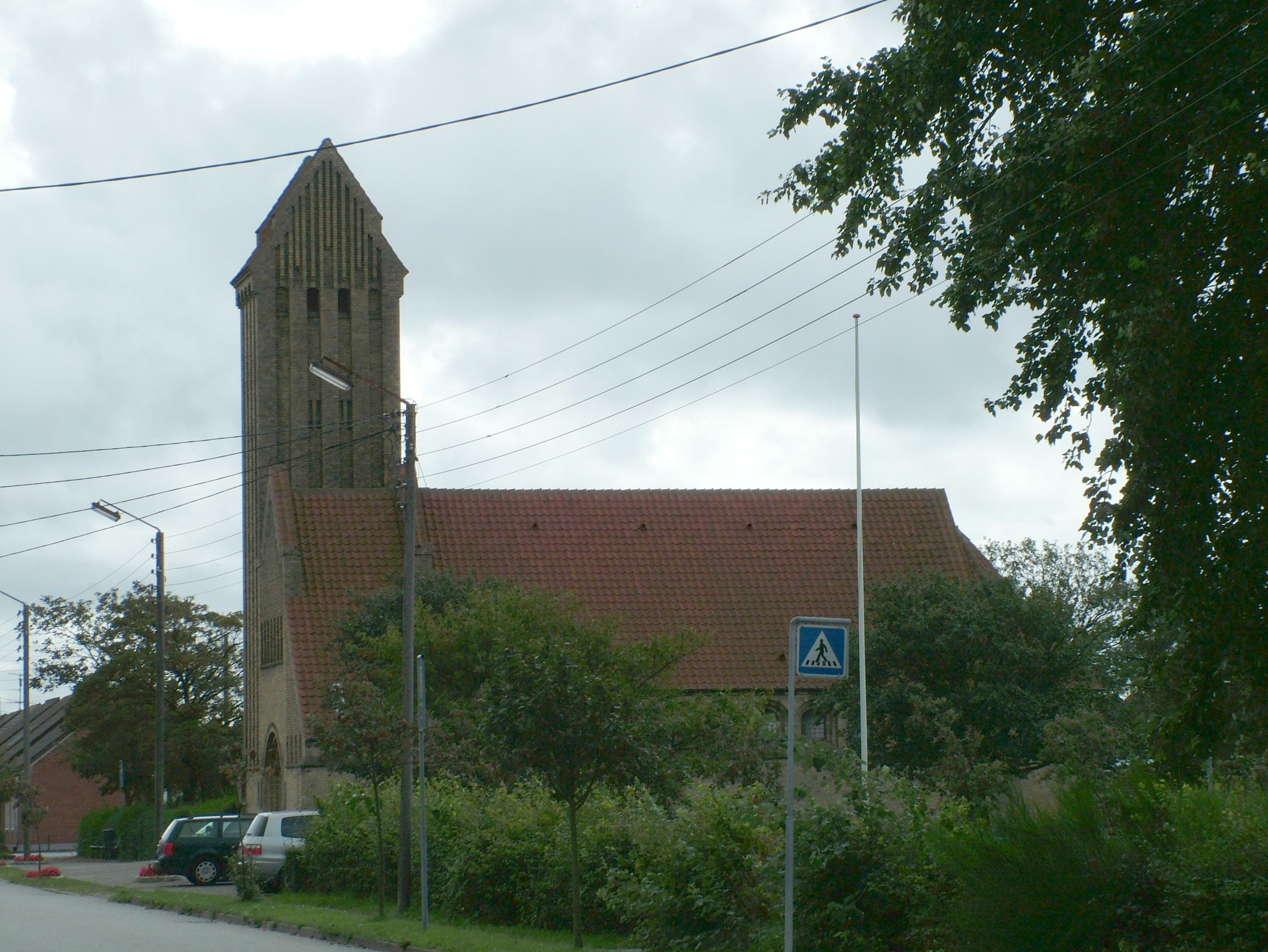
Chiesa locale
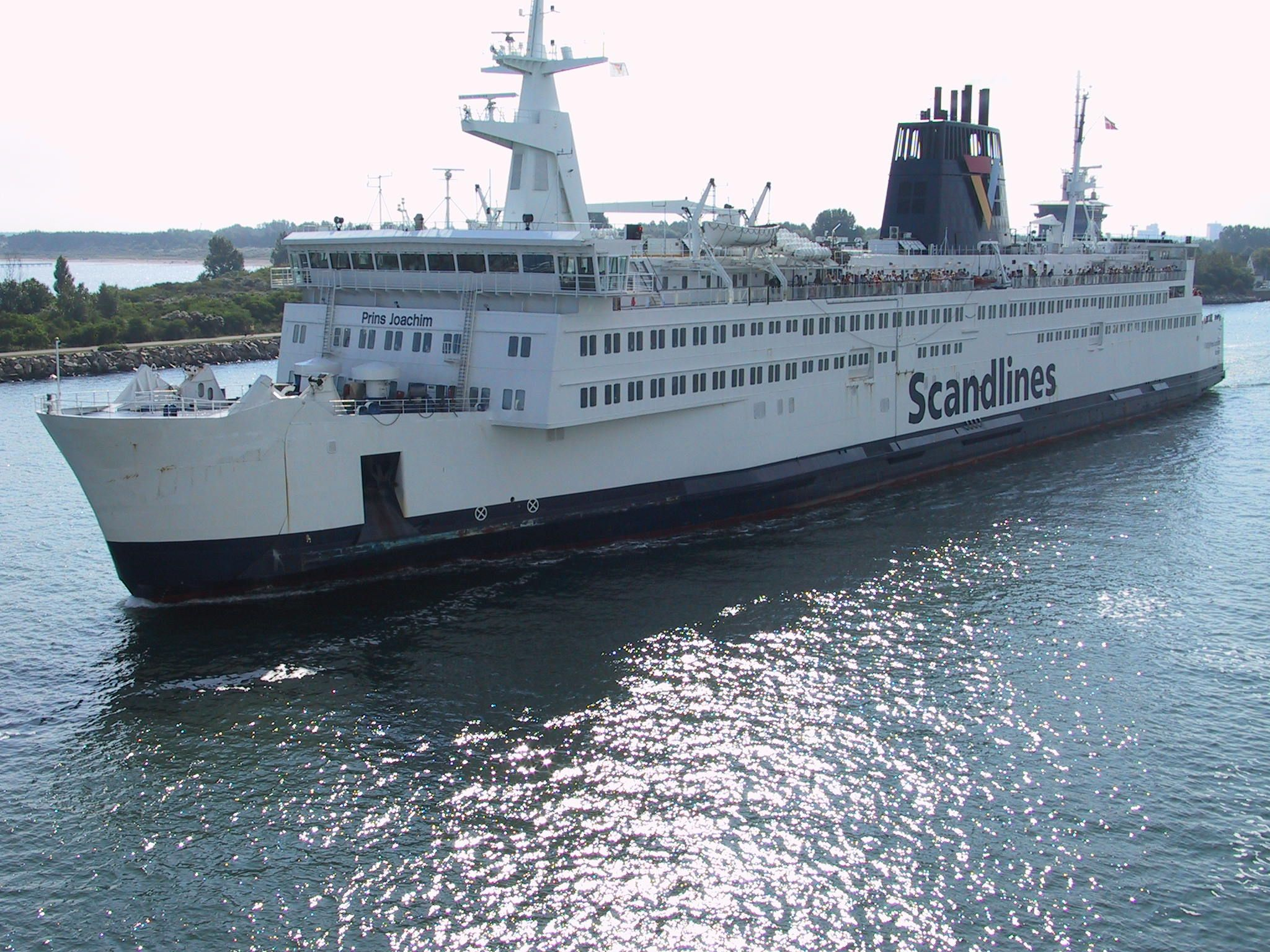
La "Prins Joachim", una delle navi in servizio Rostock-Gedser